# 星際異攻隊 (2008年)
星際異攻隊（英語：Guardians of the Galaxy）出現在由漫威漫畫从2008年开始出版的虛構外太空的超級英雄團隊。由丹·亞伯尼特及安迪·蘭寧組成製作團隊，從各種作家和藝術家來創造現有和以前不相關的人物。初始團隊有星爵、火箭浣熊、類星體、亞當術士、葛摩菈、「毀滅者」德克斯、格魯特。
不同於阿諾德·德雷克和吉恩·柯蘭所創建的1969年《星際異攻隊》，這些守護者首次登場於《漫威漫畫銀河》（第2卷）＃1監護人（2008年5月），也有相關的電影改編作品。

## 成員
- 安琪拉（英语：Angela (comics)）
- 蟲人（英语：Bug (comics)）
- 卡蘿·丹佛斯
- 太空狗科斯莫（英语：Cosmo the Spacedog）
- 葛摩菈
- 鋼鐵人
- 傑克·弗萊格（英语：Jack Flag）
- 勝利少校（英语：Vance Astro）
- 火箭浣熊
- 格魯特
- 猛毒特工
- 石頭人
- 宇宙惡靈戰警
- 星爵
- 德克斯
- 亞當術士
- 蟻人 (史考特·朗恩)
- 類星體 (菲拉-威爾)（英语：Phyla-Vell）
- 螳螂女
- 月龍
- 幻影貓

## 其他媒體

### 電影
- 漫威電影宇宙：初期由星爵、葛摩菈、火箭浣熊、格魯特和德克斯組成，後期加入了螳螂女、涅佈拉、克拉格林（英语：Kraglin）、雷神（已離隊）、太空狗科斯莫（英语：Cosmo the Spacedog）、亞當術士和类星体（英语：Phyla-Vell）。
  - 《星際異攻隊》（2014年）
  - 《星際異攻隊2》[1]（2017年）
  - 《復仇者聯盟3：無限之戰》（2018年）
  - 《復仇者聯盟4：終局之戰》（2019年）
  - 《雷神索爾：愛與雷霆》（2022年）
  - 《星際異攻隊3》[2]（2023年）

### 電視
- 《星際異攻隊（英语：Guardians of the Galaxy (TV series)）》[3]（2015年-2019年）
- 漫威電影宇宙
  - 《無限可能：假如…？》(2021年）：漫威电影宇宙动画剧集
  - 《星際異攻隊假日特輯》（2022年）：聖誕特輯

### 電子遊戲
- 《星際異攻隊：Telltale電玩系列（英语：Guardians of the Galaxy: The Telltale Series）》：星際異攻隊為本作主角。
- 《漫威星際異攻隊》

### 遊樂設施
- 銀河守護隊：使命突圍！（英语：Guardians of the Galaxy – Mission: Breakout!）
- 銀河守護隊：重返宇宙（英语：Guardians of the Galaxy: Cosmic Rewind）